# Бугрышиха
Бугрышиха — село, административный центр Бугрышихинского сельсовета Курьинского района Алтайского края.

## История
Дата основания 1812 г.
Деревня Бугрышиха впервые упоминается 1803 г., когда на Алтай заселялись переселенцы из центральной части России. Затем село получило развитие, когда пришел уральский заводчик А. Н. Демидов (1726 г.), в период строительства и работы Колывано-Воскресенского завода (1729 г.).

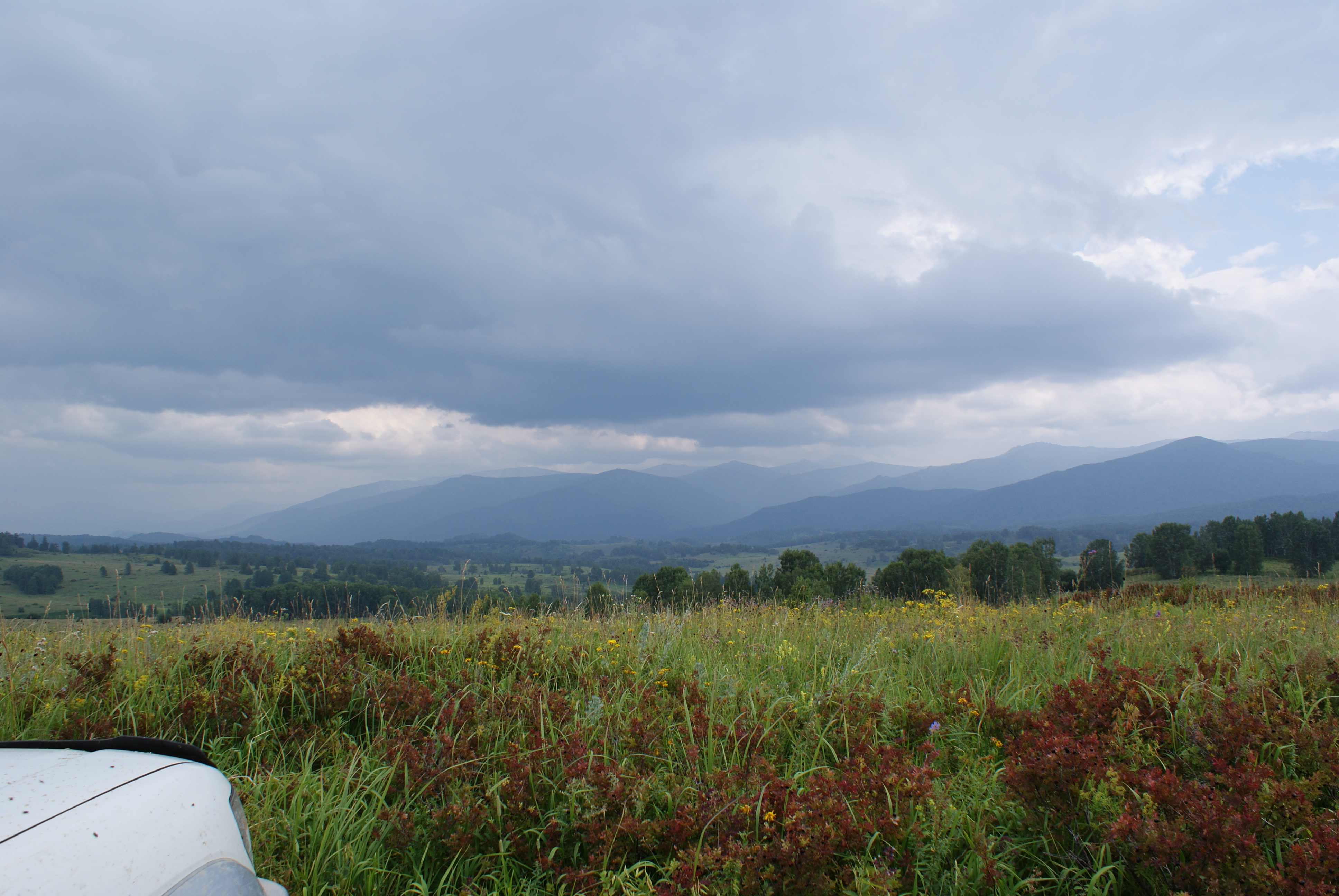
От Андреевки в сторону Бугрышихи.

## География
Село находится на берегу небольшой реки Бугрышиха, притока реки Белой, по берегам которой растут, в основном, низкорослые леса.
Село относится к отдаленным и труднодоступным местам Алтайского края,
Уличная сеть
В селе пять улиц:
- Алтайская улица
- Горная улица
- Речная улица
- Центральная улица
- Школьная улица

Расстояние до районного центра Курья: 71 км.
Расстояние до областного центра: Барнаул 355 км.

## Население

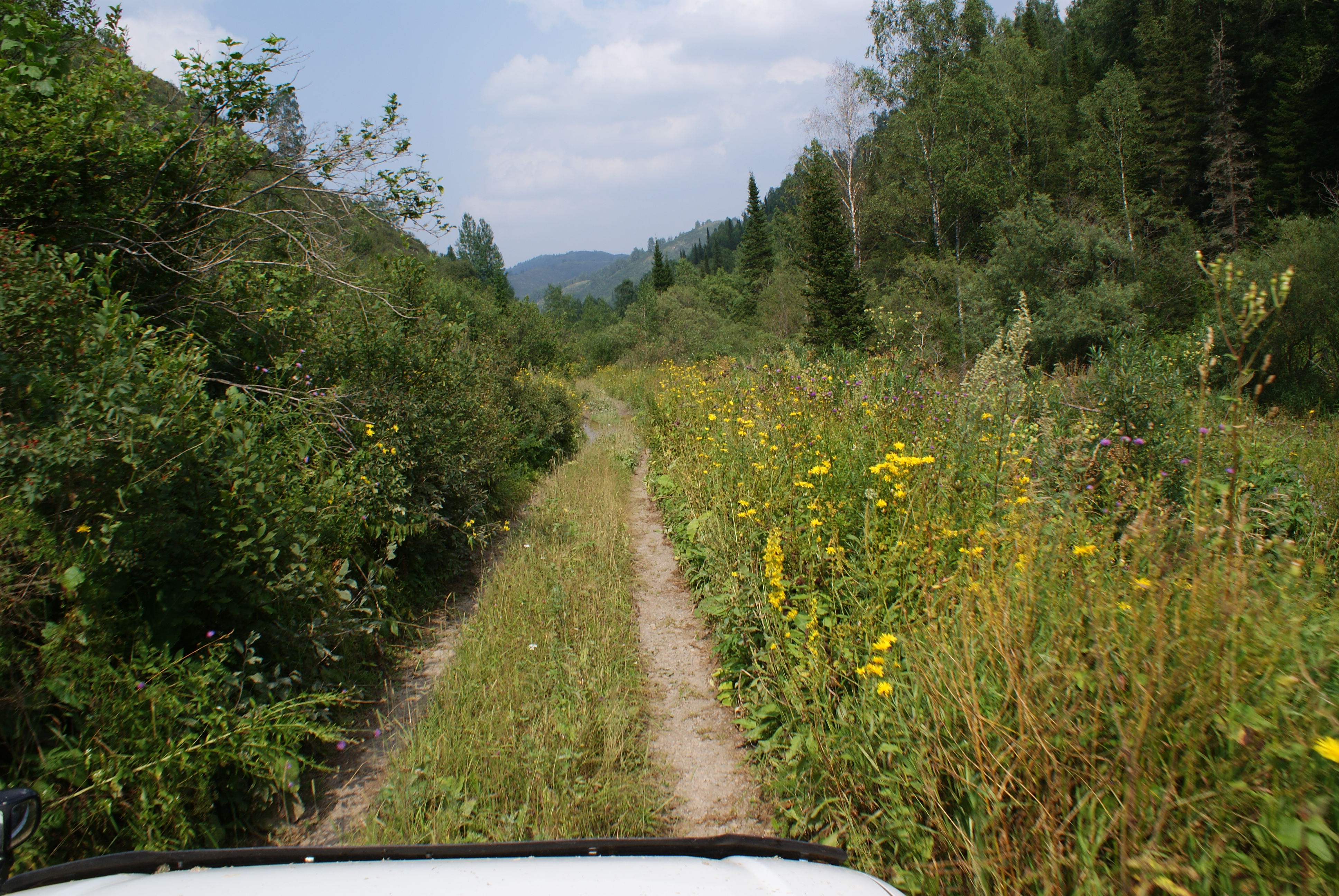
Дорога на Бугрышиху.

| 1997 | 1998 | 1999 | 2000 | 2001 | 2002 | 2003 |
| ---- | ---- | ---- | ---- | ---- | ---- | ---- |
| 182  | ↘177 | ↘161 | ↘141 | ↗149 | ↘139 | ↘116 |
| 2004 | 2005 | 2006 | 2007 | 2008 | 2009 | 2010 |
| ↘113 | ↗116 | ↘93  | ↘87  | ↘85  | ↘82  | ↗89  |
| 2011 | 2012 | 2013 |      |      |      |      |
| ↘88  | ↘79  | ↘74  |      |      |      |      |

## Экономика
В селе работают фермерские хозяйства, которые занимаются сыроварением, пчеловодством, выращиванием скота и зерна. Есть Бугрышихинская основная общеобразовательная школа, сельский клуб, магазин.
Под руководством сельского библиотекаря Галины Леонидовны Германовой создан кукольный театр, для которого дети сами делают кукол-марионеток

## Экология
Село расположено среди тайги, есть небольшие озера, чистые родники, чистый воздух и тишина. Флора и фауна соответствуют региональным параметрам. В его окрестностях растет редкий вид — тюльпан поникающий (занесен в Красную книгу Алтайского края).
В начале января 2018 года местные СМИ тиражировали заметку о том, что Бугрышиху регулярно посещают дикие волки, что не соответствует действительности. На самом деле, на окраине поселения местные жители видели волков, но они не нападали ни на скот, ни на людей. В окрестных лесах действительно много диких зверей: сельчане видели и рысь, и медведей в пределах своей территории, а также косуль, лосей и лис, но ущерба людям они не наносили. Лишь однажды в истории села пришлось отражать нападение на скот оголодавшего медведя-шатуна.

## Туризм
Бугрышиха - один из населенных пунктов, через которые проходит туристический маршрут  сплав по рекам Алтая. Он начинается в Змеиногорске и заканчивается в селе Краснощеково. Маршрут сплава I категории сложности полон небольших перекатов, но, в основном, довольно спокоен. Его продолжительность — 6-8 дней. Участок реки от устья Малой Белой реки до Бугрышихи изобилует пещерами (большими и средней величины), по большей части, не исследованными.